# 田口 (設楽町)
田口（たぐち）は、愛知県北設楽郡設楽町の地名。

## 地理

### 交通
- 国道473号
- 愛知県道427号坂宇場津具設楽線
- 愛知県道432号小松田口線
- 愛知県道33号瀬戸設楽線

### 施設
- 設楽町ふれあい広場スイスイパーク
- ヤマト運輸 設楽営業所
- 設楽町田口浄化センター
- 奥三河総合センター
- 設楽町役場
- 宝雲山福田寺

## 歴史

### 人口の変遷
国勢調査による人口および世帯数の推移。
| 2010年（平成22年） | 488世帯 1208人 |  |
| 2015年（平成27年） | 455世帯 1098人 |  |
| 2020年（令和2年）  | 455世帯 1024人 |  |

### WEB
1. ↑  “愛知県北設楽郡設楽町の町丁・字一覧”.   人口統計ラボ. 2024年4月27日閲覧。
2. 1 2  総務省統計局 (2022年2月10日). “令和2年国勢調査の調査結果(e-Stat) - 男女別人口，外国人人口及び世帯数－町丁・字等” (CSV). 2023年8月2日閲覧。
3. ↑  “読み仮名データの促音・拗音を小書きで表記するもの(zip形式) 愛知県” (zip).   日本郵便 (2024年2月29日). 2024年3月26日閲覧。
4. ↑  “市外局番の一覧” (PDF).   総務省 (2022年3月1日). 2022年3月22日閲覧。
5. ↑  “ナンバープレートについて”.   一般社団法人愛知県自動車会議所. 2024年1月21日閲覧。
6. ↑  総務省統計局 (2012年1月20日). “平成22年国勢調査の調査結果(e-Stat) - 男女別人口及び世帯数 －町丁・字等” (CSV). 2021年7月21日閲覧。
7. ↑  総務省統計局 (2017年1月27日). “平成27年国勢調査の調査結果(e-Stat) - 男女別人口及び世帯数 －町丁・字等” (CSV). 2021年7月21日閲覧。